# Emma Magnusson (simmare)
Emma Magnusson, född 1998 i Linköping, är en svensk simmare, som tävlar för Linköpings Allmänna Simsällskap. Hon har vunnit 4 SM-guld i lagkapp, tre SM-silver (varav två i lagkapp) och fem SM-brons (varav två i lagkapp). Utöver det har hon även medaljer från JSM och SumSim.